# Prophorostoma pulchrum
Prophorostoma pulchrum là một loài ruồi trong họ Tachinidae.